# The Light in Darkness
The Light in Darkness er en amerikansk stumfilm fra 1917 af Alan Crosland.

## Medvirkende
- Shirley Mason som Hilary Kenyon.
- Frank Morgan som Ramsey Latham.
- William H. Tooker som Brad Milligan.
- J. Frank Glendon som J. Arthur Converse.
- George S. Trimble